# Карла Фраччі
Карла Фраччі (італ. Carla Fracci; *20 серпня 1936, Мілан, Ломбардія, Італія — 27 травня 2021, там само) — італійська балерина, хореографка та акторка. Знімалася також у кіно і на телебаченні драматичною акторкою. 

## Біографія
Народилася 20 серпня 1936 в Мілані, в Італії. Під час війни жила з родиною в маленькому селі. З раннього дитинства займалася танцями. У 9 років почала танцювати на сцені. У 1946 році вступила до балетної школи при міланському театрі «Ла Скала». Навчалася у Віри Волкової. У трупу театру «Ла Скала» вступила в 1954 році, через два роки стала солісткою балету, а в 1958 році отримала звання прима-балерини.
Карла Фраччі померла 27 травня 2021 року у Мілані від раку в віці 84-х років.

## Фільмографія
- 1969 — «Жизель»
- 1980 — «Жизель» А. Адана (балет)
- 1980 — «Ніжинський»
- 1981 — «Справжня історія дами з камеліями» / (La storia vera della signora dalle camelie)
- 1982 — «Верді» / (Verdi) — Джузеппіна Стреппоні[it]
- 1982 — «Ромео і Джульєтта»